# Nolidae
Famille
Les Nolidés (Nolidae) sont une famille de lépidoptères (papillons) comprenant environ 1 400 espèces de papillons distribués dans le monde entier. Ils étaient autrefois inclus dans les Noctuidae.
Ce sont pour la plupart de petits papillons avec une coloration terne, dont la principale caractéristique est d'avoir des touffes d'écailles sur les ailes antérieures. 

## Liste dessous-familles
- Afridinae
- Bleninae

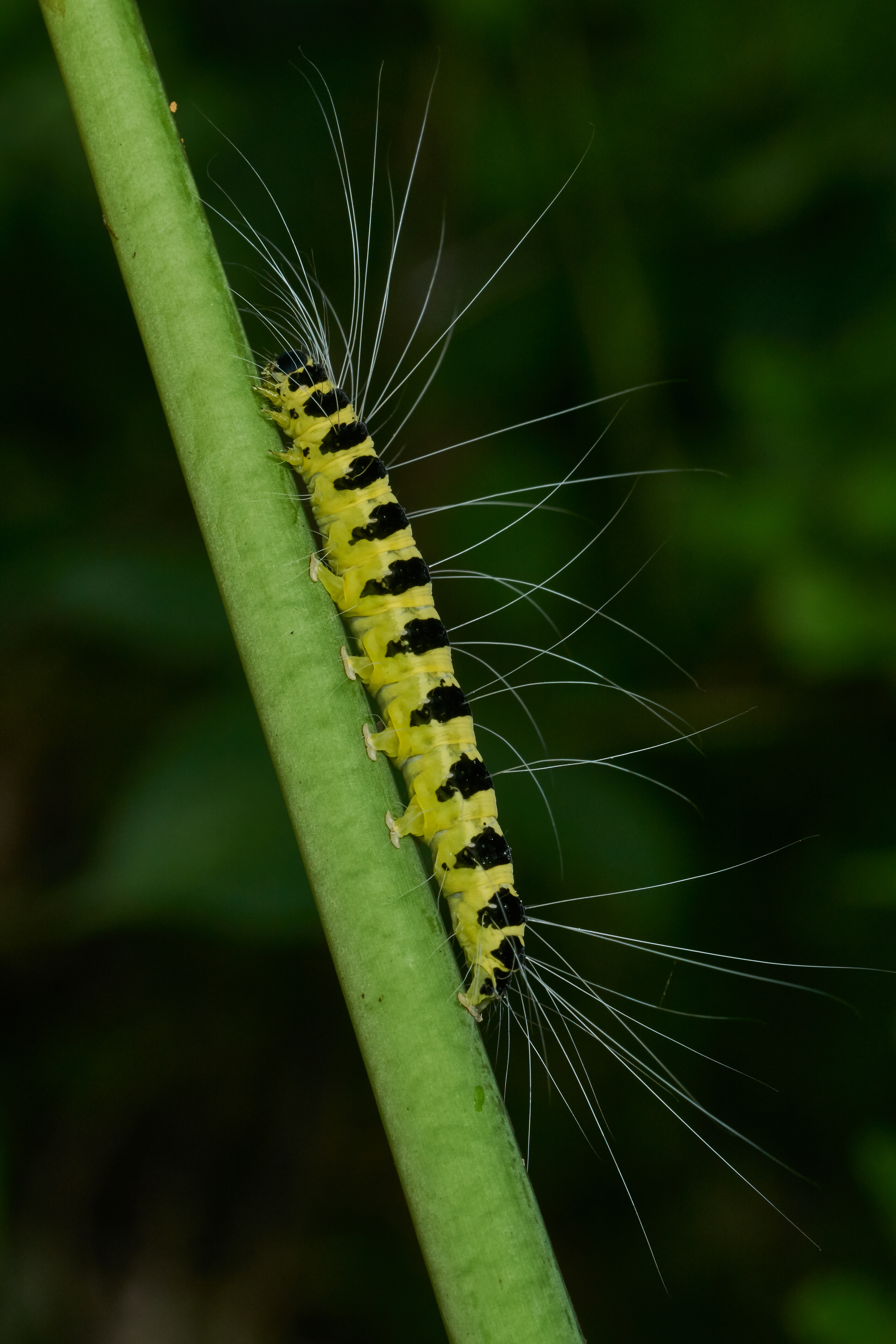
Chenille dEligma narcissus, un Nolidae asiatique.

- Chloephorinae - dont Pseudoips prasinana
- Collomeninae
- Eariadinae
- Eligminae
- Nolinae
- Risobinae
- Westermanniinae

## Genresincertae sedis
Un certain nombre de genres n'ont pas été classés dans une sous-famille. Ce sont :
- Ballatha
- Cacyparis
- Didiguides
- Selepa
- Bryophilopsis
- Kerala
- Microzada
- Ophiosema